# Ari Tissari
Ari Tissari (Kotka, Finlandia; 24 de noviembre de 1951 – 6 de noviembre de 2023) fue un futbolista finés que jugó en la posición de delantero centro.

## Carrera

### Club
| Periodo   | Club         |
| --------- | ------------ |
| 1969-1980 | KTP Kotka    |
| 1981      | Vasalunds IF |
| 1981-1982 | KTP Kotka    |
| 1983      | FC Kotka     |
| 1984-1985 | KTP Kotka    |

### Selección nacional
Jugó para Finlandia seis ocasiones en 1980 y anotó dos goles; participó en los tres partidos en los Juegos Olímpicos de Moscú 1980 y anotó un gol en la victoria por 3-0 ante Costa Rica.

## Logros
- Copa de Finlandia (1): 1980
- Kakkonen (1): 1977